# Мыш, Владимир Михайлович
Влади́мир Миха́йлович Мыш (4 [16] января 1873, Санкт-Петербург — 31 декабря 1947, Новосибирск) — русский и советский хирург, профессор Томского университета (1901—1932) и Новосибирского медицинского института (1932—1947), заслуженный деятель науки РСФСР (1934), академик АМН СССР (1945).

## Биография
Родился 4 (16) января 1874 года в семье юриста. Отец — Михаил Игнатьевич Мыш — родился 2 (14) января 1846 года в местечке Корец Волынской губернии, окончил юридический факультет Киевского университета, состоял присяжным поверенным в Санкт-Петербурге. По данным Списка присяжных поверенных округа Санкт-Петербургской судебной палаты и их помощников к 31 января 1914 года, в сословие присяжных поверенных Михаил Мыш поступил 11 ноября 1876 года. На 31 января 1914 года практиковал по адресу: улица Большая Московская, дом 4.
Владимир учился в Санкт-Петербургской 6-й гимназии (Торговый переулок, 2а).
В 1895 году окончил Императорскую Военно-медицинскую академию со степенью лекаря. В период обучения был удостоен золотой медали за работу «Панкреатический диабет, его патогенез и клиника».
После окончания академии был оставлен при кафедре хирургии профессора Н. А. Вельяминова. С 1895 года — профессорский стипендиат.
В 1898 году, как военный врач, учившийся на казенную стипендию, Владимир Мыш получил назначение в Калужский местный военный лазарет на должность младшего врача, где находился до 1901 года. Во время работы в Калуге не прекращал научную работу под руководством профессора Н. А. Вельяминова и в 1898 году защитил докторскую диссертацию «Herniae vaginales unguinales в детском возрасте».
В 1901 году по конкурсу был избран экстраординарным профессором по кафедре теоретической хирургии Томского университета, в 1907 году стал ординарным профессором. Одновременно в 1901—1919 годах — заведующий и консультант хирургической лечебницы Томской общины сестёр милосердия Красного Креста.
В 1905 году был произведён в чин статского советника.
С 1909 года возглавил кафедру факультетской хирургической клиники (современное название — кафедра факультетской хирургии), которой заведовал до 1930 года. Состоял консультантом хирургических отделений Института физиотерапии, военного госпиталя, гинекологической больницы и Томской железнодорожной больницы.
Практическую и научную деятельность профессор Мыш совмещал с активной преподавательской работой. Его лекционные курсы по хирургической патологии и терапии с десмургией, травматологии, нормальной анатомии, общей патологии пользовались неизменным успехом у студентов. Предметом клинических лекций были подробные и систематические разборы больных.
При Мыше заметно укрепилась материальная база хирургической факультетской клиники. В 1911 году для неё было построено двухэтажное каменное здание на 30 коек, имеющее центральное отопление и вентиляцию. На нижнем этаже были оборудованы лаборатория, музей для коллекции препаратов, отведена комната, в которой были установлены аппараты физических методов лечения. К существовавшему операционному залу была пристроена обширная асептическая операционная, обеспеченная электрическим светом, воздухом, водой, центральным отоплением и вентиляцией. По инициативе Мыша был приобретён современный аппарат для наркоза, который позволил обеспечить полноценное обезболивание при операции на грудной полости. При Мыше расширилась также ортопедическая деятельность хирургической факультетской клиники, стала применяться рентгенодиагностика.
В 1926 году В. М. Мыш на полгода с научной целью выезжал в США.
В 1927 году в Томске был организован Институт усовершенствования врачей, первым профессором которого стал Мыш.
В 1932 году вместе с Институтом он переехал в Новосибирск, где организовал первоклассную клинику на 150—180 коек. В 1935 году на базе Института усовершенствования врачей был образован Новосибирский государственный медицинский институт, которые работали параллельно.
Он бессменно руководил научным обществом хирургов Новосибирска, организатором которого был. В 1946 году его избрали почётным председателем Новосибирского хирургического общества. Кроме того, Мыш был избран почётным членом Московского, Ленинградского и других хирургических научных обществ, а в 1946 году — почётным членом Всесоюзной ассоциации хирургов.
В 1936 и 1947 годах Мыш избирался депутатом Верховного Совета СССР от Новосибирской области. В годы Великой Отечественной войны (1941—1945) свой огромный опыт, силы и знания Мыш отдавал лечению раненых в эвакогоспиталях.
Заслуженный деятель науки РСФСР (1934). Действительный член АМН СССР (1945). Занесен в галерею почётных профессоров НГМУ.
В. М. Мыш опубликовал 136 работ, посвящённых актуальным вопросам хирургии почек, черепно-мозговой и брюшной хирургии. Им было проведено 30 тысяч операций, подготовлены тысячи учеников, среди которых многие заняли видное место в отечественной хирургии (Г. М. Мухадзе, К. Н. Черепнин, М. С. Рабинович, Б. И. Фукс, В. С. Левит, В. С. Галкин, С. Л. Шнейдер и др.).
Скончался 31 декабря 1947 года. Похоронен на Заельцовском кладбище Новосибирска, участок 37.

## Сочинения
- Случай пересадки мочеточников по видоизмененному способу Berglund-Borelius’a // Хирургия. 1907. № 125;
- Основы хирургической патологии и терапии. Т. 1 // ИТУ. 1908. Кн. 30.;
- К вопросу об оперативном лечении эпилепсии; два случая операции по способу Bircher’a // Хирургический архив Вельяминова. 1911. Кн. 2;
- Дугласные нагноения при аппендиците // ИТУ. 1911. Кн. 45;
- Коровий рог, как материал для нужд костной пластики // Хирургия. 1912. № 187;
- Декомпрессивные операции, их техника и лечебное значение // Хирургический архив Вельяминова. 1912. Кн. 1;
- К казуистике радикальной операции при альвеолярном эхинококке печени // Там же. 1913. Кн. 2;
- Хронический болевой нефрит без изменений в моче и с таковыми // ИТУ. 1916. Кн. 64;
- Случай консервативной операции при истинной аневризме ветви почечной артерии // Хирург. архив Вельяминова. 1916. Кн. 2;
- Операция Заттлера с точки зрения эксперимента и клиники // ИТУ. 1928. Т. 82;
- Мой путь врача-специалиста. Новосибирск, 1945.
- К истории военной хирургии
- Очерки хирургической диагностики — Том 2 (опухоли живота)
- Очерки хирургической диагностики — Том 3

## Известные адреса
- Томск
- Новосибирск. Стоквартирный дом

## Семья
- Мыш, Александр Михайлович — брат. Зачислен в присяжные поверенные Санкт-Петербургской судебной палаты 7 ноября 1905 года, как и отец практиковал по адресу: улица Большая Московская, дом 4[7].
- Мыш, Дмитрий Владимирович (1902—1965) — сын. Окончил Томский медицинский институт, хирург, участник Великой Отечественной войны, кандидат медицинских наук, доцент. В 1946—1951 гг. ректор Иркутского медицинского института, затем работал в клинике госпитальной хирургии Новосибирского медицинского института.
- Мыш, Георгий Дмитриевич (1931—2000) — внук. Окончил Новосибирский медицинский институт, доктор медицинских наук, профессор, работал заведующим кафедрой факультетской хирургии Новосибирского медицинского института. С 1995 года проживал в Израиле[8].
- Мыш, Владимир Георгиевич — правнук. Окончил Новосибирский медицинский институт, хирург, кандидат медицинских наук, работал в НИИ терапии СО АМН СССР, в 80-е переехал с семьёй в Израиль, работает в Цфате главным гастроэнтерологом.
- Мыш, Дмитрий Георгиевич — правнук. Окончил Новосибирский медицинский институт, работал врачом-хирургом в отделении неотложной хирургии, затем в отделении торакальной хирургии Новосибирской городской больницы № 1. С 1992 года проживает в США, где после обучения в Бостоне работает гастроэнтерологом.[3]